# 布萊克·莫特
布萊克·莫特（Blake Mott，1996年4月21日—），生于卡灵巴，是一位澳洲男子職業網球運動員。他曾在2017年6月12日达到个人生涯的最高世界排名（第220名）。2017年美国网球公开赛男子单打资格赛后，他暂时退出了赛场。2019年7月，他宣布自己计划在两个月后重回赛场。

## 外部連結
- 布萊克·莫特（英文/西班牙文）的官方資料
- 布萊克·莫特的國際網球總會 職業／青少年 官方資料（英文）